# Los Amates, Villa Corzo
Los Amates är en ort i Mexiko.   Den ligger i kommunen Villa Corzo och delstaten Chiapas, i den sydöstra delen av landet, 700 km sydost om huvudstaden Mexico City. Los Amates ligger 705 meter över havet och antalet invånare är 203.
Terrängen runt Los Amates är huvudsakligen kuperad. Los Amates ligger nere i en dal. Runt Los Amates är det ganska glesbefolkat, med 24 invånare per kvadratkilometer. Närmaste större samhälle är Doctor Domingo Chanona, 19,9 km norr om Los Amates. I omgivningarna runt Los Amates växer huvudsakligen savannskog.